# Ровенсько
Ровенсько (словац. Rovensko) — село, громада округу Сениця, Трнавський край. Кадастрова площа громади — 10.4 км².
Населення 436 осіб (станом на 31 грудня 2020 року).

## Історія
Ровенсько згадується 1439 року.

## Населення
| Рік:            | 1994. | 2004.   | 2014.    | 2024.   |
| --------------- | ----- | ------- | -------- | ------- |
| Кількість осіб: | 396   | 369     | 423      | 429     |
| Різниця:        |       | -6,81 % | +14,63 % | +1,41 % |

| Рік:            | 2023. | 2024.  |
| --------------- | ----- | ------ |
| Кількість осіб: | 440   | 429    |
| Різниця:        |       | -2,5 % |